# Tabita Berglund

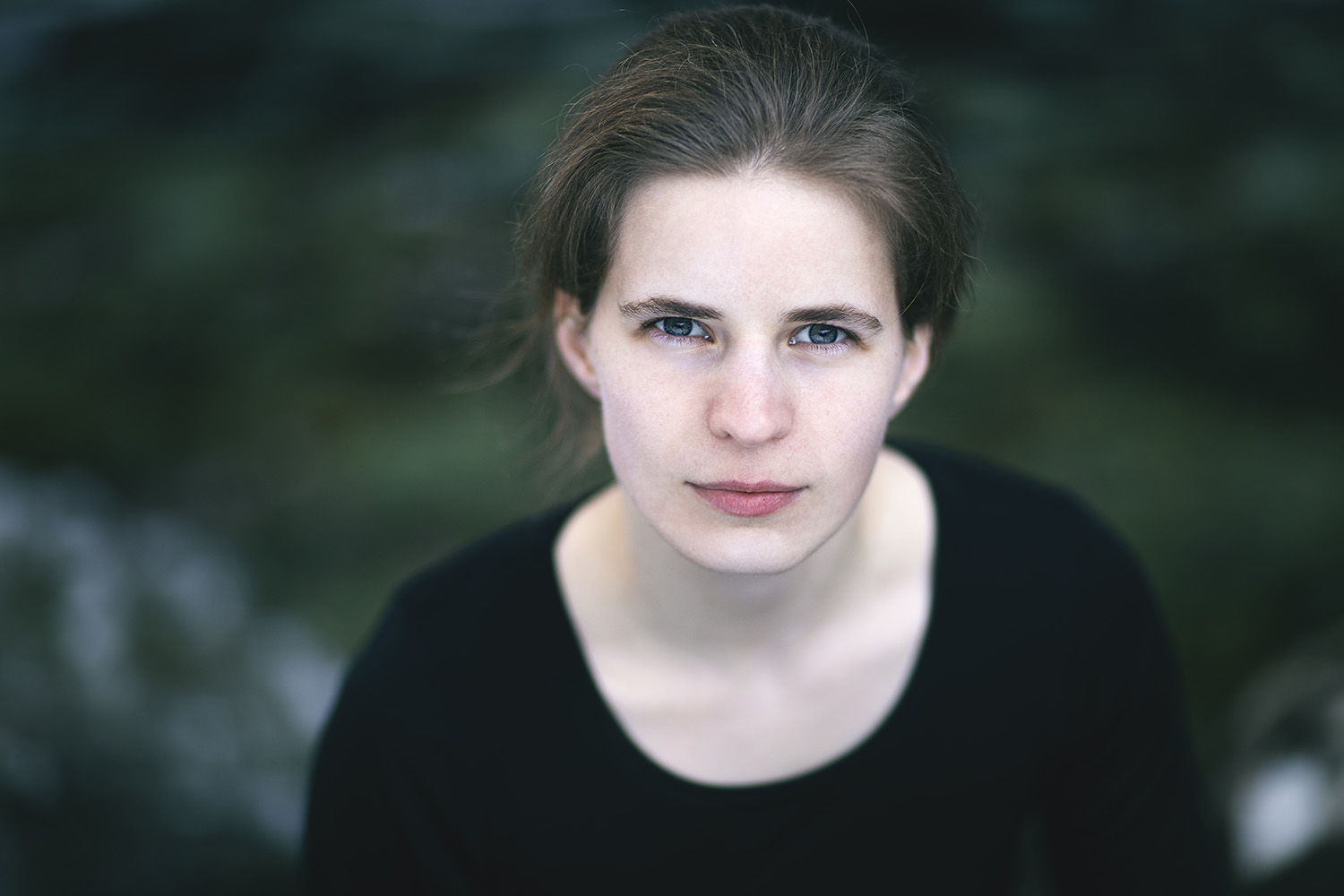
Tabita Berglund (2019)

Ingrid Tabita Borghild Berglund (* 28. März 1989 in Trondheim) ist eine norwegische Dirigentin und Cellistin.

## Leben
Berglund lernte Violoncello und absolvierte ein Masterstudium bei Truls Mørk. Als Cellistin trat sie unter anderem mit den philharmonischen Orchestern von Oslo und Bergen sowie den Trondheim Soloists auf. Ab 2015 konzentrierte sie sich auf das Dirigieren. An der Norwegischen Musikakademie absolvierte sie den Masterstudiengang Orchesterdirigieren bei Ole Kristian Ruud, den sie 2019 abschloss. Bei Bernard Haitink, Jorma Panula und Jaap van Zweden nahm sie an Meisterklassen teil.
Sie stand im Mittelpunkt des Talent Norway Programms 2018–20 und war 2018 Preisträgerin des Neeme-Järvi-Preises der Gstaad Conducting Academy. 2021 wurde ihr Debüt-Album mit der Geigerin Sonoko Miriam Welde und den Osloer Philharmonikern bei LAWO Classics veröffentlicht, für das sie für den norwegischen Musikpreis Spellemannprisen 2021 in der Kategorie Klassische Musik nominiert wurde.
Von 2021/22 bis zum Ende der Saison 2023/24 war sie Erste Gastdirigentin des Kristiansand Symphony Orchestras. 2023 gab sie ihr US-Debüt mit dem Detroit Symphony Orchestra, zu dessen Erste Gastdirigentin sie ab Oktober 2024 bestellt wurde. Im Mai 2024 wurde bekanntgegeben, dass sie ab der Saison 2025/26 als Nachfolgerin von Kahchun Wong Erste Gastdirigentin der Dresdner Philharmonie werden soll, bei der sie erstmals im November 2023 gastierte.
Weitere Engagements hatte sie unter anderem mit dem Schwedischen Radio-Symphonieorchester, dem Berner Symphonieorchester, dem Orchestre National de Lyon, dem Philharmonia Orchestra, dem City of Birmingham Symphony Orchestra, dem BBC Scottish Symphony Orchestra, den Düsseldorfer Symphonikern, dem Musikkollegium Winterthur, dem Tonkünstler-Orchester Niederösterreich sowie der Garsington Opera.
Im August 2024 fungierte sie als Jurorin des Musikwettbewerbes Eurovision Young Musicians 2024.

## Aufnahmen
- 2021: Bruch, Vaughan Williams, Barber, Sonoko Miriam Welde (Violine), Osloer Philharmoniker, Leitung Tabita Berglund und Joshua Weilerstein, LAWO Classics

## Auszeichnungen und Nominierungen
- 2018: Neeme-Järvi-Preises der Gstaad Conducting Academy[4]
- 2022: Spellemannprisen 2021: Nominierung für Bruch / Vaughan Williams / Barber in der Kategorie Klassische Musik[3]